# Landkreis Oberallgäu
Der Landkreis Oberallgäu ist der südlichste Landkreis Deutschlands und gehört zum bayerischen Regierungsbezirk Schwaben. Die kreisfreie Stadt Kempten (Allgäu) liegt inmitten des Landkreises. Oberallgäu wird fälschlicherweise als Synonym für das alpin geprägte obere Allgäu verwendet, das eigentliche Ur-Allgäu von Oberstaufen über Oberstdorf und Sonthofen nach Bad Hindelang, wo auch die Allgäuer Dialekte beheimatet sind. Das ab Kempten in den Norden reichende voralpine Hügelland wird wiederum als Unterallgäu bezeichnet, auch wenn es noch zum Landkreis Oberallgäu gehört und dort bereits ab Kempten vermehrt schwäbische Dialekte gesprochen werden. Erst nördlich von Dietmannsried beginnt der Landkreis Unterallgäu.

## Geographie

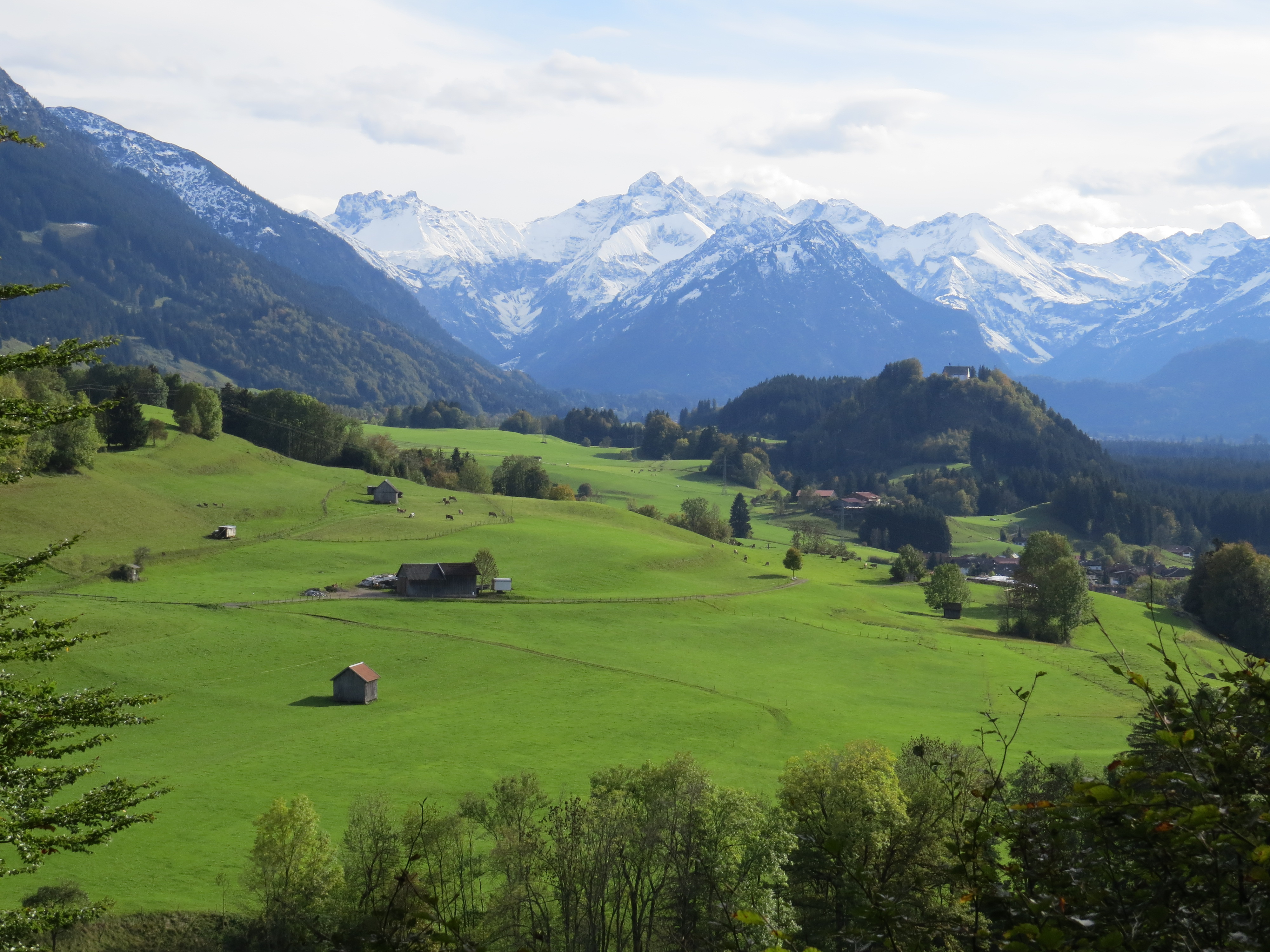
Malerwinkel bei Sonthofen

### Lage
Der Landkreis Oberallgäu ist der südlichste Landkreis in Deutschland. Das Gebiet des Landkreises umfasst alpines und voralpines Gelände. Der höchste Berg ist die Hochfrottspitze (2649 m). Der niedrigste Punkt im Landkreis liegt an der Weißach in Aach (Gemeinde Oberstaufen) an der Grenze zu Österreich (585 m). Die bekannteste Schlucht ist die Breitachklamm, durch welche die Breitach fließt. Diese entspringt im benachbarten Österreich, erreicht an der Walserschanze deutsches Gebiet und fließt dann in nördlicher Richtung weiter. Am Illerursprung bei Oberstdorf bildet sie zusammen mit der Stillach und Trettach die Iller, die ebenfalls in nördlicher Richtung das gesamte Kreisgebiet durchfließt und es bei Altusried in Richtung Memmingen verlässt.
Im Landkreis inklusive Kempten werden 50,3 Prozent der Gesamtfläche als landwirtschaftliche Flächen genutzt.

### Nachbarkreise

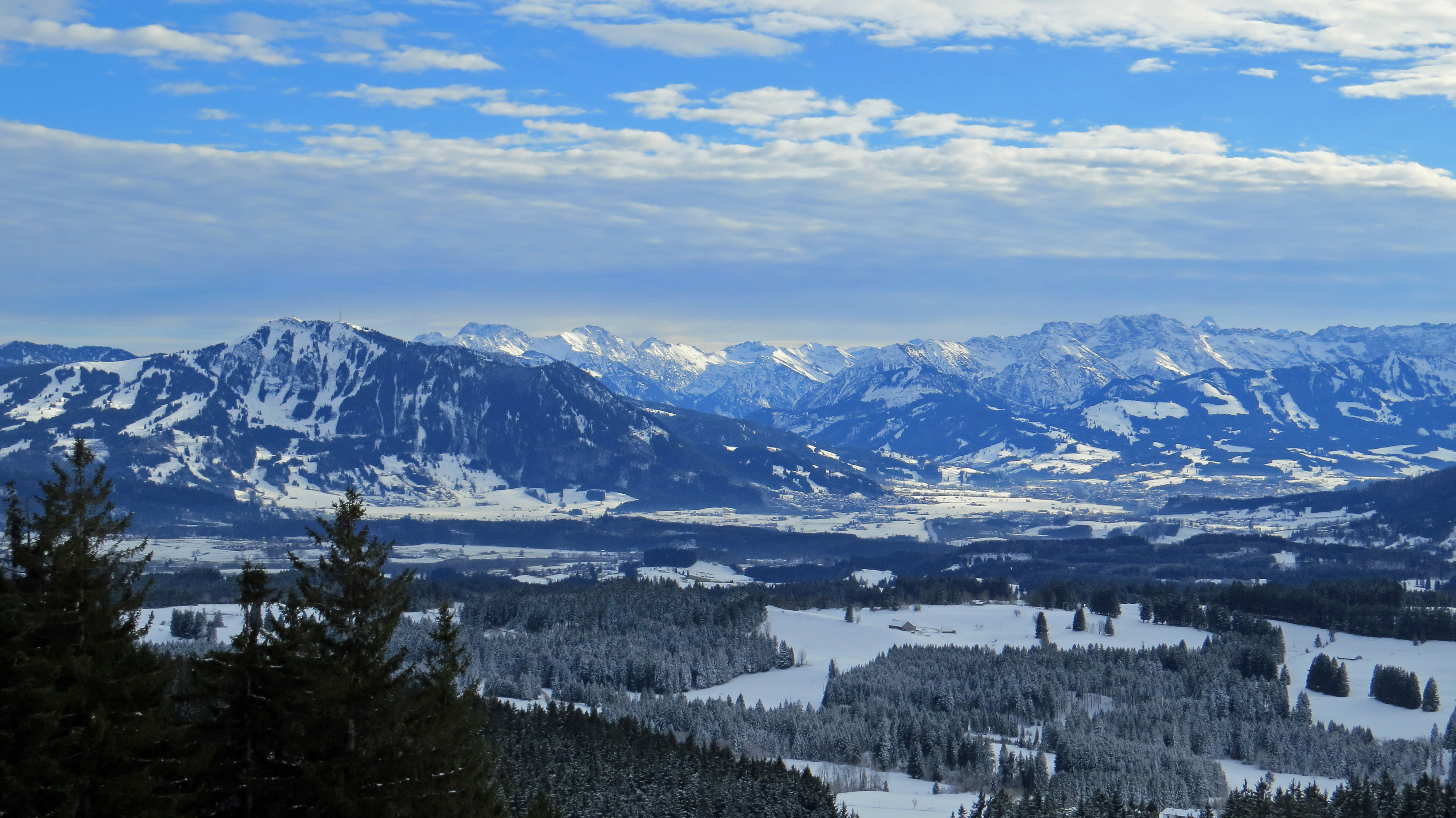
Allgäuer Alpen

Der Landkreis grenzt im Uhrzeigersinn im Westen beginnend an den Landkreis Lindau (Bodensee) (in Bayern), an den Landkreis Ravensburg (in Baden-Württemberg) sowie an die Landkreise Unterallgäu und Ostallgäu (beide wiederum in Bayern). Im Süden grenzt er an Österreich.

## Geschichte

### Landgerichte
Das Gebiet des Landkreises Oberallgäu gehörte vor 1800 zu verschiedenen Herrschaften. Der Norden gehörte überwiegend zum Fürststift Kempten, zur Freien Reichsstadt Kempten und zum Hochstift Augsburg, den Südwesten bildete die ehemalige selbstständige Grafschaft Königsegg-Rothenfels. Sie gehörte von Januar 1804 bis Dezember 1805 kurz zu Österreich, worauf sie durch den Vertrag von Brünn zum Königreich Bayern gelangte. 1804 wurden die Landgerichte Kempten und Sonthofen errichtet, 1806 entstand das Landgericht Immenstadt. 1809 wurde die Stadt Kempten kreisunmittelbar. Alle Verwaltungsgebiete gehörten zunächst zum Illerkreis, ab 1817 zum Oberdonaukreis, der 1838 in Schwaben und Neuburg (später nur noch Schwaben) umbenannt wurde. Aus dieser administrativen Neuordnung erfolgte auch der Aufstieg der vormals augsburgischen Märkte Oberstdorf, Bad Hindelang und Sonthofen, wobei sich Letzterer zum Verwaltungszentrum entwickeln konnte. Die ehemals rothenfelsische Residenzstadt Immenstadt hingegen verlor vor allem in der zweiten Hälfte des 19. Jahrhunderts zusehends an politischem Einfluss und Bedeutung.

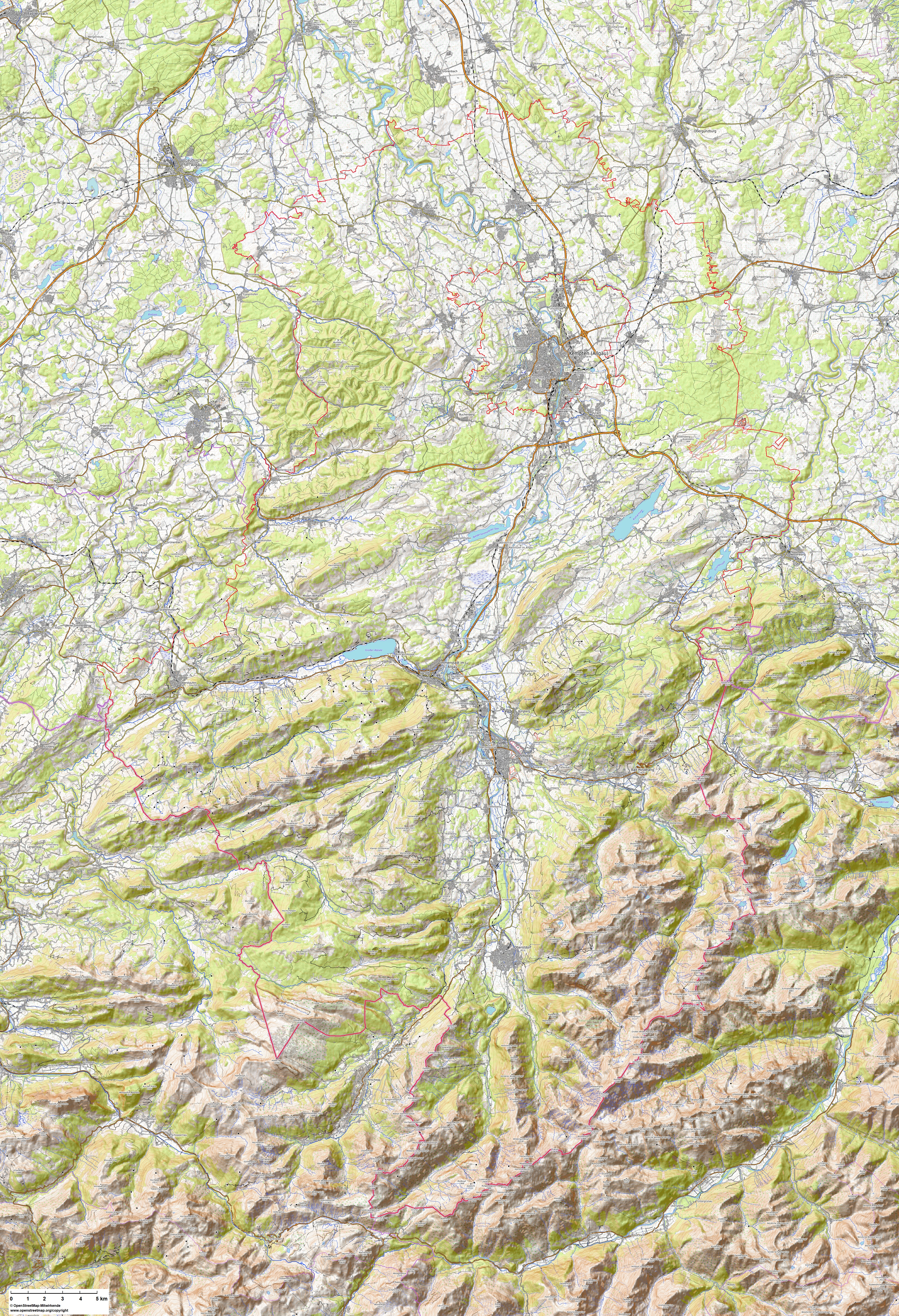
Topografische Karte Oberallgäu

### Bezirksämter
Am 24. Februar 1862 wurden die Landgerichte Immenstadt und Sonthofen zum Bezirksamt Sonthofen vereinigt, aus dem Landgericht Kempten entstand das gleichnamige Bezirksamt.

### Landkreise
Am 1. Januar 1939 wurde wie sonst überall im Deutschen Reich die Bezeichnung Landkreis eingeführt. So wurden aus den Bezirksämtern die Landkreise Kempten (Allgäu) und Sonthofen.

### Landkreis Oberallgäu
Im Rahmen der Gebietsreform in Bayern wurde am 1. Juli 1972 der größte Teil des Landkreises Kempten (Allgäu) mit dem Landkreis Sonthofen zum neuen Landkreis Oberallgäu vereinigt. Die beiden Gemeinden Sankt Lorenz und Sankt Mang des Landkreises Kempten wurden in die kreisfreie Stadt Kempten eingegliedert. Heute besteht der Landkreis Oberallgäu aus 28 Gemeinden.

### Einwohnerentwicklung
Der Landkreis Oberallgäu gewann von 1989 bis 2008 über 20.000 Einwohner hinzu bzw. wuchs um ca. 16 %. Ab 2005 war die Entwicklung leicht rückläufig.
Zwischen 1988 und 2018 wuchs der Landkreis von 130.054 auf 155.362 um 25.308 Einwohner bzw. um 19,5 %.
|  |

| Jahr | Einwohner |
| ---- | --------- |
| 1840 | 50.802    |
| 1900 | 59.190    |
| 1939 | 80.316    |
| 1950 | 111.940   |
| 1961 | 106.334   |
| 1970 | 119.625   |
| 1987 | 128.665   |

| Jahr | Einwohner |
| ---- | --------- |
| 1991 | 139.379   |
| 1995 | 144.637   |
| 2000 | 147.405   |
| 2005 | 150.507   |
| 2010 | 149.926   |
| 2015 | 152.672   |
| 2020 | 156.308   |

## Politik

### Kreistag
Der Kreistag besteht aus 70 Mitgliedern, die sich nach dem rechts dargestellten Ergebnis der Kommunalwahlen vom 15. März 2020 auf folgende Parteien und Wählergemeinschaften aufteilen (mit Vergleichszahlen der Wahl 2014):
| Kreistagswahl 2020Wahlbeteiligung: 61,0 % (+1,3 %) %403020100 34,722,719,56,44,73,32,92,70,5n. k. CSUFWGrüneLJOAdSPDÖDP/UBfFDPAfDBBOAiLinkeREPGewinne und Verlusteim Vergleich zu 2014 %p 8 6 4 2 0 −2 −4 −6 −8−7,5−0,2+6,8+1,0−4,1−0,3−0,2+2,7+0,5−1,2CSUFWGrüneLJOASPDÖDP/UBFDPAfDBBOALinkeREPAnmerkungen:d Liste Junges Oberallgäuf ÖDP/Unabhängige Bürgeri Bürgerbündnis Oberallgäu | Sitzverteilung im Kreistag Oberallgäu seit 2020Insgesamt 70 Sitze - SPD: 3 - Grüne: 14 - ÖDP/UB: 2 - LJOA: 5 - FDP: 2 - BBOA: 2 - FW: 16 - CSU: 24 - AfD: 2 |

| Parteien und Wählergemeinschaften | Parteien und Wählergemeinschaften                  | 2020   | 2020   | 2014   | 2014   | 2008   | 2008   | 2002   | 2002   | 1996   | 1996   |
| Parteien und Wählergemeinschaften | Parteien und Wählergemeinschaften                  | %      | Sitze  | %      | Sitze  | %      | Sitze  | %      | Sitze  | %      | Sitze  |
| --------------------------------- | -------------------------------------------------- | ------ | ------ | ------ | ------ | ------ | ------ | ------ | ------ | ------ | ------ |
| CSU                               | Christlich-Soziale Union in Bayern                 | 34,7   | 24     | 42,2   | 30     | 45,1   | 32     | 49,4   | 31     | 48,5   | 31     |
| FW                                | Freie Wähler Bayern                                | 22,7   | 16     | 22,9   | 16     | 20,8   | 15     | 19,0   | 11     | 18,7   | 11     |
| Grüne                             | Grüne Bayern                                       | 19,5   | 14     | 12,7   | 09     | 12,4   | 09     | 8,2    | 05     | 8,5    | 05     |
| LJOA                              | Liste Junges Oberallgäu                            | 6,4    | 05     | 5,4    | 04     | 4,6    | 03     | 4,2    | 02     | 3,0    | 01     |
| SPD                               | SPD Bayern                                         | 4,7    | 03     | 8,8    | 06     | 9,3    | 06     | 11,9   | 07     | 13,3   | 08     |
| ÖDP/UB                            | Ökologisch-Demokratische Partei/Unabhängige Bürger | 3,3    | 02     | 3,6    | 02     | 2,7    | 02     | 3,1    | 02     | 0–     | 0–     |
| FDP                               | FDP Bayern                                         | 2,9    | 02     | 3,1    | 02     | 3,1    | 02     | 2,2    | 01     | 1,8    | 01     |
| AfD                               | AfD Bayern                                         | 2,7    | 02     | 0–     | 0–     | 0–     | 0–     | 0–     | 0–     | 0–     | 0–     |
| BBOA                              | Bürgerbündnis Oberallgäu                           | 2,7    | 02     | 0–     | 0–     | 0–     | 0–     | 0–     | 0–     | 0–     | 0–     |
| Linke                             | Die Linke Bayern                                   | 0,5    | 0–     | 0–     | 0–     | 0–     | 0–     | 0–     | 0–     | 0–     | 0–     |
| REP                               | Die Republikaner                                   | 0–     | 0–     | 1,2    | 01     | 2,2    | 01     | 2,0    | 01     | 2,4    | 01     |
| ÖDP/UL                            | ÖDP/Unabhängige Liste für Umwelt- und Naturschutz  | 0–     | 0–     | 0–     | 0–     | 0–     | 0–     | 0–     | 0–     | 3,9    | 02     |
| gesamt                            | gesamt                                             | 100,1  | 70     | 99,9   | 70     | 100,2  | 70     | 100,0  | 60     | 100,1  | 60     |
| Wahlbeteiligung                   | Wahlbeteiligung                                    | 61,0 % | 61,0 % | 59,7 % | 59,7 % | 60,8 % | 60,8 % | 61,4 % | 61,4 % | 66,3 % | 66,3 % |

### Landrat
Indra Baier-Müller (Freie Wähler) ist seit 1. Mai 2020 Landrätin des Landkreises. Sie wurde bei den Kommunalwahlen im März 2020 in der Stichwahl gegen den favorisierten Alfons Hörmann als erste Frau in dieses Amt gewählt. Die Stellvertreter sind in ihrer Reihung: Roman Haug (Freie Wähler), Thomas Eigstler (CSU), Norbert Meggle (CSU), Christine Rietzler (Bündnis 90/Die Grünen).
| Amtsjahre | Landrat                           | Stellvertreter            |
| --------- | --------------------------------- | ------------------------- |
| seit 2020 | Indra Baier-Müller (Freie Wähler) | Roman Haug (Freie Wähler) |
| 2014–2020 | Anton Klotz (CSU)                 | Alois Ried (CSU)          |
| 2008–2014 | Gebhard Kaiser (CSU)              | Anton Klotz (CSU)         |
| 1996–2008 | Gebhard Kaiser (CSU)              | Herbert Seger (CSU)       |
| 1984–1995 | Hubert Rabini (CSU)               | Gebhard Kaiser (CSU)      |
| 1978–1984 | Hubert Rabini (CSU)               | Anton Gschwend (CSU)      |
| 1972–1978 | Theodor Rössert (CSU)             | Anton Gschwend (CSU)      |

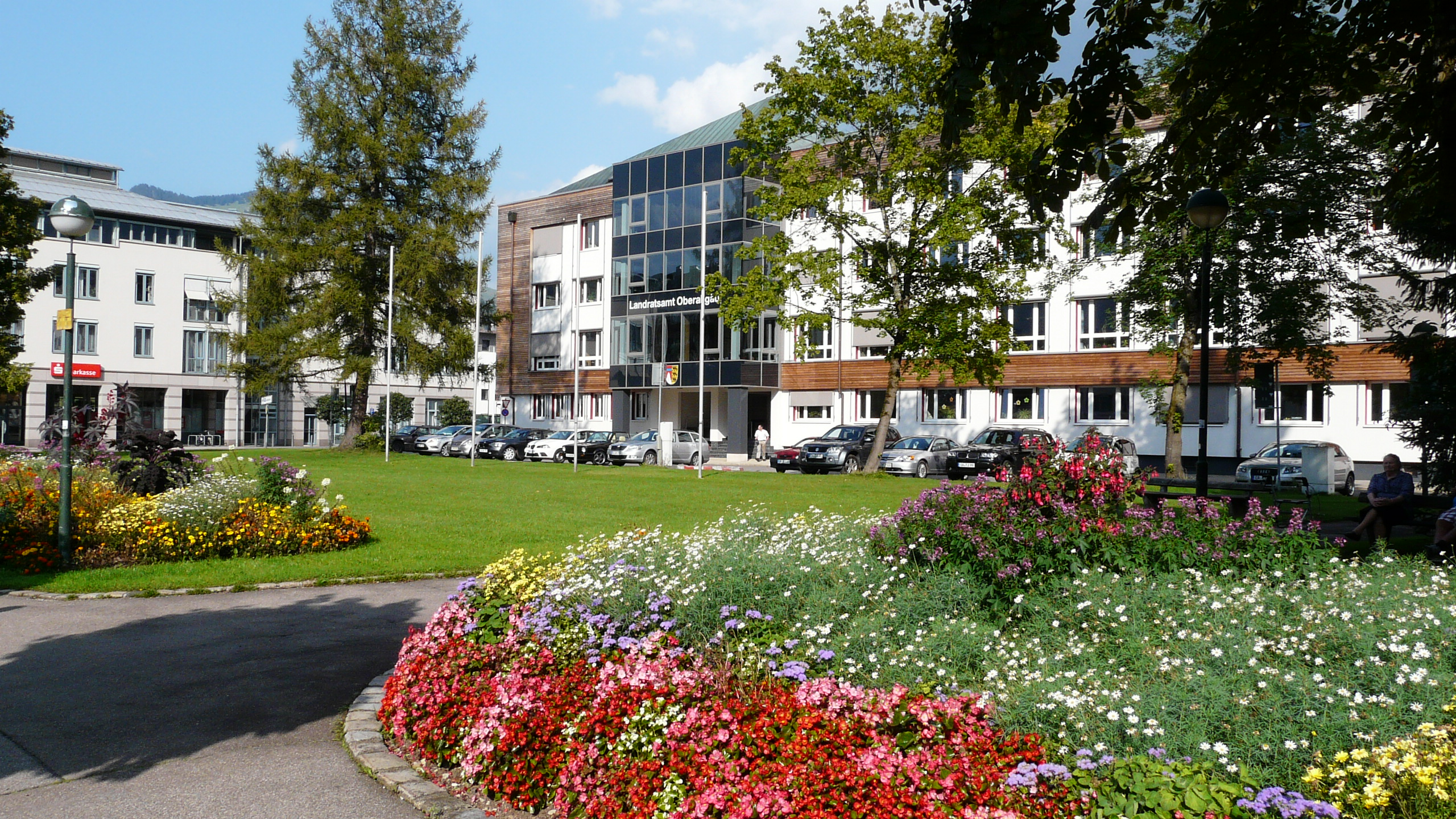
Landratsamt Oberallgäu in Sonthofen

Vor 1972 gliedern sich die Landräte in die des Landkreises Kempten (Allgäu) und Sonthofen auf.

### Wappen
| Wappen des Landkreises Oberallgäu | Blasonierung: „Gespalten von Rot und Gold; vorne unter von Rot und Blau geteiltem Schildhaupt ein wachsender, silberner Felsenberg, hinten übereinander drei schreitende, herschauende, rot bewehrte schwarze Löwen.“ |
| Wappen des Landkreises Oberallgäu | Wappenbegründung: Der silberne Dreifels symbolisiert den Allgäuer Hauptkamm; die staufischen Löwen erinnern an die Zugehörigkeit zum Herzogtum Schwaben.                                                              |

## Wirtschaft
- Milchwirtschaft
- Tourismus
- Maschinenbau
- Verpackungsmittelindustrie

Im Oktober 2018 lag die Arbeitslosenquote im Landkreis Oberallgäu bei 1,9 %.

## Verkehr

### Straße
Das Oberallgäu ist an die A 7 angebunden. Insgesamt gibt es sieben Abfahrten im Landkreis. Die Autobahn endete bis 1. September 2009 noch bei Nesselwang (Ostallgäu). Nach jahrzehntelangem Rechtsstreit wurde dann auch das letzte Teilstück bis Füssen (Ostallgäu) eröffnet. Der Ausbau dieses Teilstücks war sehr umstritten, da die Strecke mitten durch Naturschutzgebiete und Moore führt. Beim Autobahndreieck Allgäu in der Nähe von Kempten beginnt die 5 Kilometer lange A 980.
Des Weiteren führen drei Bundesstraßen durch den Landkreis, die Bundesstraße 19 von Kempten bis Österreich in Nord-Süd-Richtung und die Bundesstraße 12 von Kempten über Weitnau in Ost-West-Richtung. Die Bundesstraße 308 führt von Lindau in West-Ost-Richtung ebenfalls bis zur österreichischen Grenze und ist der westliche Teil der Deutschen Alpenstraße.
Parallel zur A 7 verläuft die zum 1. Januar 2016 zur Staatsstraße 2520 herabgestufte ehemalige Bundesstraße 309, sie endet an der österreichischen Grenze bei Pfronten.

### Eisenbahn
Die staatliche Ludwigs-Süd-Nord-Bahn erreichte von Buchloe (Ostallgäu) her die Stadt Kempten im Jahre 1852 und wurde im folgenden Jahr abschnittsweise über Immenstadt nach Lindau fortgeführt.
1863 wurde auch die Illertalbahn der Stadt Memmingen von Memmingen bis Kempten eröffnet. In Immenstadt zweigt seit 1873 die von der Bayerischen Staatsbahn erbaute Stichbahn nach Sonthofen ab, die 1888 durch die Lokalbahn Aktien-Gesellschaft München bis Oberstdorf verlängert wurde.
Die Staatsbahn von Kempten nach Pfronten nahm 1895 ihren Betrieb auf und führt seit 1905 bis Reutte in Tirol weiter. Die Verbindung ins württembergische Allgäu nach Isny stellte ab 1909 eine landschaftlich besonders reizvolle Lokalbahn von Kempten über Sibratshofen her. Diese Strecke wurde 1983/84 für den Personenverkehr stillgelegt. Es verblieb ein Bahnnetz von 117 km Länge.
Der Hauptbahnhof Kempten war zunächst ein Kopfbahnhof, der seit 1907 durch eine Umgehungsbahn umfahren werden konnte. Schnellzüge hielten in der Regel nur in der Station Kempten-Hegge, bis im Jahre 1969 ein neuer Durchgangsbahnhof den alten Hauptbahnhof ersetzte.

### Wasserstraßen
Im Oberallgäu gibt es keine schiffbaren Wasserstraßen. Die Iller hat als größter Fluss zu wenig Tiefgang und zu viele Staustufen.

### Radwegenetz
Drei wichtige Radwege und gleichzeitig Teile von Fernradwegen des bayrischen Radwegenetzes sowie zwei Routen für Mountainbike führen durch den Landkreis:
- Der Iller-Radweg durchzieht den Landkreis von Süd nach Ost.
- Der Bodensee-Königssee-Radweg leitet die Radfahrer von Westen nach Osten durch den Kreis.
- Der Allgäu-Radweg wiederum verläuft im nördlichen Teil des Landkreises von Westen nach Osten.
- Die Heckmair-Route und die Joe-Route führen als Mountainbike-Routen in südliche Richtung aus dem Landkreis heraus nach Österreich.

## Gemeinden
(Einwohner am 31. Dezember 2024)
| Städte 1. Immenstadt im Allgäu (14.391) 2. Sonthofen (21.734) Märkte 1. Altusried (10.289) 2. Bad Hindelang (5058) 3. Buchenberg (4110) 4. Dietmannsried (8498) 5. Oberstaufen (7654) 6. Oberstdorf (9279) 7. Sulzberg (5040) 8. Weitnau (5302) 9. Wertach (2749) 10. Wiggensbach (5065) Verwaltungsgemeinschaften 1. Hörnergruppe mit Sitz in Fischen im Allgäu (Gemeinden Balderschwang, Bolsterlang, Fischen im Allgäu, Obermaiselstein und Ofterschwang) 2. Weitnau (Markt Weitnau und Gemeinde Missen-Wilhams) | Weitere Gemeinden 1. Balderschwang (354) 2. Betzigau (2877) 3. Blaichach (5518) 4. Bolsterlang (1071) 5. Burgberg im Allgäu (3057) 6. Durach (6918) 7. Fischen im Allgäu (3156) 8. Haldenwang (3779) 9. Lauben (3448) 10. Missen-Wilhams (1549) 11. Obermaiselstein (1009) 12. Ofterschwang (2032) 13. Oy-Mittelberg (4564) 14. Rettenberg (4428) 15. Waltenhofen (9901) 16. Wildpoldsried (2583) Gemeindefreies Gebiet 1. Kempter Wald (12,03 km²) |  |

## Baudenkmäler
Siehe Baudenkmäler im Landkreis Oberallgäu

## Schutzgebiete

### Natur- und Landschaftsschutzgebiete
Im Landkreis Oberallgäu gibt es 10 Naturschutzgebiete und 23 Landschaftsschutzgebiete.

### Geotope
Im Landkreis befinden sich 85 (Stand August 2016) vom Bayerischen Landesamt für Umwelt ausgewiesene Geotope.

## Kfz-Kennzeichen
Am 5. August 1974 wurde dem Landkreis das seit dem 1. Juli 1956 für den Landkreis Sonthofen gültige Unterscheidungszeichen SF zugewiesen. Am 12. Februar 1979 wurde es vom bis heute gültigen Unterscheidungszeichen OA abgelöst.
Fahrzeuge aus dem Altlandkreis Kempten (Allgäu) erhielten besondere Erkennungsnummern. Beim Kürzel OA erhielten sie bis in die 1990er Jahre Kennzeichen mit den Buchstabenpaaren AA bis ZZ und den Zahlen von 100 bis 999.